# Mark English
Mark English (né le 18 mars 1993 à Letterkenny) est un athlète irlandais, spécialiste du 800 mètres.

## Biographie
Il descend pour la première fois de sa carrière sous les 1 min 45 s en juillet 2013 lors du meeting du London Grand Prix, en établissant le temps de 1 min 44 s 84. Il participe aux championnats du monde 2013 de Moscou mais ne franchit pas le cap des séries.
En juin 2014, il se classe deuxième du meeting Ligue de diamant de l'Adidas Grand Prix, à New York, derrière le Kényan David Rudisha et devant l'Américain Duane Solomon. 
Le 15 août 2014, il obtient la médaille de bronze aux Championnats d'Europe de Zurich. Il bat le record irlandais du relais 4 × 400 m en 3 min 1 s 67 avec ses coéquipiers Thomas Barr et Brian Gregan.
En 2021, il améliore le record d'Irlande du 800 m, vieux de 26 ans, au Mémorial José Antonio Cansino de Castellón ; en 1 min 44 s 71 il bat les 1 min 44 s 82 de David Matthews.
En 2022, il monte sur la 3e marche du podium des championnats d'Europe de Munich, huit ans après sa médaille à Zurich.
En 2024, il porte son record national à 1 min 44 s 69 aux Paavo Nurmi Games de Turku, puis à 1 min 44 s 53 au meeting de Madrid.

## Palmarès
| Date | Compétition                       | Lieu      | Résultat | Épreuve   | Temps         |
| ---- | --------------------------------- | --------- | -------- | --------- | ------------- |
| 2012 | Championnats du monde juniors     | Barcelone | 5e       | 800 m     | 1 min 46 s 02 |
| 2014 | Championnats d'Europe             | Zurich    | 3e       | 800 m     | 1 min 45 s 03 |
| 2015 | Championnats d'Europe en salle    | Prague    | 2e       | 800 m     | 1 min 47 s 20 |
| 2015 | Championnats d'Europe par équipes | Heraklion | 2e       | 800 m     | 1 min 48 s 28 |
| 2015 | Championnats d'Europe par équipes | Heraklion | 3e       | 4 x 400 m | 3 min 5 s 07  |
| 2015 | Championnats d'Europe espoirs     | Tallinn   | 8e       | 800 m     | 1 min 50 s 42 |
| 2019 | Championnats d'Europe en salle    | Glasgow   | 3e       | 800 m     | 1 min 47 s 35 |
| 2019 | Championnats d'Europe par équipes | Sandnes   | 2e       | 800 m     | 1 min 50 s 06 |
| 2022 | Championnats d'Europe             | Munich    | 3e       | 800 m     | 1 min 45 s 19 |
| 2025 | Championnats d'Europe en salle    | Apeldoorn | 3e       | 800 m     | 1 min 45 s 46 |

## Records
| Épreuve | Épreuve   | Temps              | Lieu   | Date            |
| ------- | --------- | ------------------ | ------ | --------------- |
| 800 m   | Plein air | 1 min 44 s 53 (NR) | Madrid | 21 juin 2024    |
| 800 m   | En salle  | 1 min 46 s 10 (NR) | Dublin | 20 février 2021 |